# Vườn quốc gia Cabañeros
Vườn quốc gia Cabañeros (tiếng Tây Ban Nha: Parque Nacional de Cabañeros) là một vườn quốc gia ở Tây Ban Nha nằm trong hai tỉnh, tây bắc của Ciudad Real và tây nam của Toledo.
Vườn quốc gia này được lập năm 1995 và có diện tích 390 km².
Ở đây có nhiều loài động vật, trong đó phải kể đến loài cò đen, kền kền đen Eurasia, đại bàng Tây Ban Nha, rái cá.